# Christopher Nöthe
Christopher Nöthe (geboren op 3 januari 1988 in Castrop-Rauxel is een Duitse aanvaller die momenteel bij DSC Arminia Bielefeld speelt.

## Carrière
Christopher Nöthe begon zijn carrière bij de lokale voetbalclub VfR Rauxel uit Castrop-Rauxel. Al snel werd zijn talent herkend en hij ging daarop naar de jeugdploeg van FC Schalke 04. Vier jaar later ging hij op 13-jarige leeftijd naar de jeugd van VfL Bochum. Een jaar later vertrok hij dan weer naar de jeugd van Borussia Dortmund. Enkele jaren later, in het seizoen 2006/2007, speelde hij voor het eerst in de tweede ploeg van Dortmund. Hij speelde zes wedstrijden als wissel voor andere spelers en wist drie doelpunten te maken. Daardoor kreeg vanaf het volgende seizoen een vaste plaats bij Borussia Dortmund II. In dat seizoen speelde hij ook twee wedstrijden bij de eerste ploeg, waarvan er een verloren werd en een gewonnen.
In het seizoen 2008/09 leende de club hem voor een jaar uit aan de toenmalige promovendus uit de 3. Liga, Rot-Weiß Oberhausen, maar door een zware blessure kon hij enkel tijdens de terugronde spelen. Toch wist hij in dertien wedstrijden vijf doelpunten te maken waardoor de club in de 2. Bundesliga bleef. In het seizoen 2009/2010 ging hij naar een andere tweedeklasser, SpVgg Greuther Fürth. Dat seizoen was hij de enige speler van de club die in alle 34 wedstrijden speelde en wist 15 doelpunten te maken, het op twee na beste resultaat in dat seizoen. Het volgende seizoen werd daarentegen door pech gekenmerkt: in de voorbereiding van het seizoen liep hij een knieletsel op, op de vierde speeldag kon hij door een schouderoperatie niet aan het grootste deel van de heenronde deelnemen en in februari 2011 kon hij door een voetblessure het seizoen niet meer afmaken. In het seizoen 2011/12 kon SpVgg Greuther Fürth voor de eerste keer in de clubgeschiedenis naar de Bundesliga promoveren. Nöthe maakte in dat seizoen 13 doelpunten. In het seizoen 2012/13 zette de club hem amper op het veld waardoor de club zijn contract niet verlengde. Daarop wisselde hij naar tweedeklasser FC St. Pauli waar hij een contract tot 2016 tekende. In 2015 ging hij echter naar de promovendus uit de derde klasse, DSC Arminia Bielefeld.